# Leigh Jason
Leigh Jason (New York, 26 luglio 1904 – Woodland Hills, 19 febbraio 1979) è stato un regista e sceneggiatore statunitense.

## Biografia
Leigh Jacobson era un insegnante dell'UCLA prima di iniziare a lavorare nel cinema come elettricista nel 1924. Nel 1926 iniziò a scrivere sceneggiature e nel 1928 passò dietro alla macchina da presa, lavorando per il cinema e poi per la televisione a partire dagli anni cinquanta. Si ritirò una decina di anni dopo e morì nel 1979.

## Filmografia parziale
- Eyes of the Underworld, co-regia di Ray Taylor (1929)
- Love, Honor, and Obey (the Law!), non accreditato (1935)
- La ragazza di Parigi (That Girl from Paris) (1936)
- Wise Girls (1937)
- La forza dell'amore (The Bride Walks Out) (1936)
- Il terzo delitto (The Mad Miss Manton) (1938)
- Una moglie modello (Model Wife) (1941)
- Signora per una notte (Lady for a Night) (1942)
- Tornerai (Meet Me on Broadway) (1946)
- Luna di miele perduta (Lost Honeymoon) (1947)